# Iglesia de Nuestra Señora de la Asunción (Muniesa)
La iglesia de Nuestra Señora de la Asunción es una iglesia parroquial de Muniesa, Teruel, Aragón, España.

## Descripción
La Iglesia Parroquial de Muniesa es una construcción de considerables dimensiones, ocupa 1.198 m², con una altura de 55 m, y la extensión de sus tejados contando la sacristía vieja es de 1400 m² Su gran planta está dividida en tres naves y capillas laterales comunicadas entre sí. Los sistemas de cubrición son variados: bóvedas vaídas, bóvedas de crucería estrellada, de cañón con lunetos, etc. El crucero está cubierto por una gran cúpula sobre pechinas. En el lado de la epístola hay una capilla cubierta con bóveda de crucería estrellada, en la que se ve una inscripción indicando que dicha capilla fue realizada por Antonio Serrano de Nuez, capellán y criado de Felipe II, y que fue concluida en 1593.

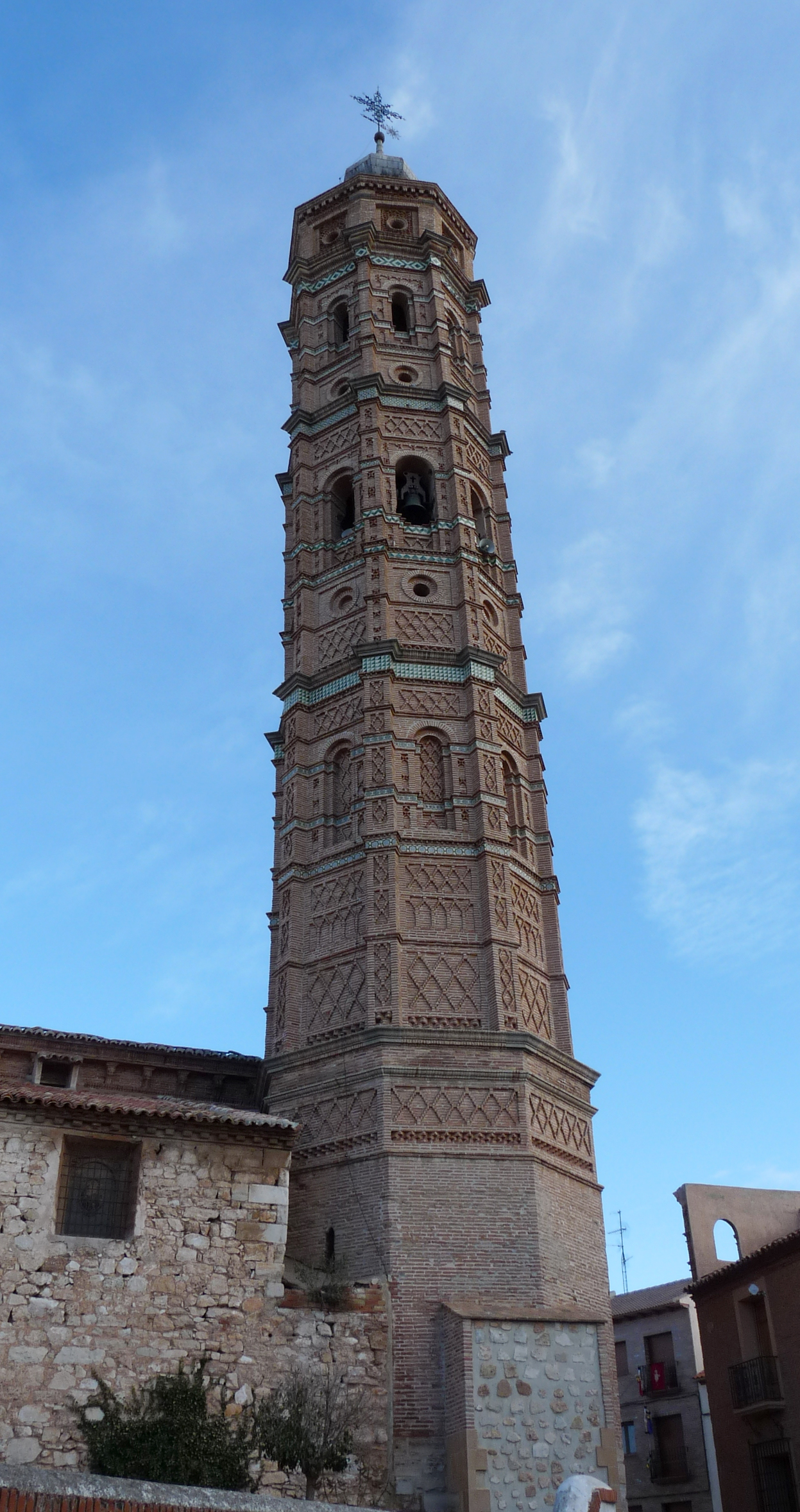
Torre de la iglesia de Nuestra Señora de la Asunción

El interior de esta iglesia fue desmantelado en 1936 y se perdieron obras de indudable valor. Al parecer el templo contuvo varias imágenes de Gregorio Mesa, realizadas a finales del siglo XVII.
En la fachada de los pies se dispone su portada. Está cobijada por un arco ligeramente rebajado y decorada con motivos vegetales. Se estructura en dos cuerpos, el inferior definido por el acceso en arco de medio punto flanqueado por pilastras, y el superior, con una pequeña hornacina coronada por frontón curvo.

## Torre mudéjar
A su lado se encuentra la torre mudéjar de Muniesa, la cual se presenta como monumento emblemático del municipio, de 55 metros de altura y de forma octogonal, su torre-campanario. Se trata de una obra mudéjar del siglo XVI, único ejemplar turolense completamente octogonal de ese siglo y uno de los más sobresalientes de la arquitectura mudéjar aragonesa. Para el basamento se utilizó la piedra y para el resto de la torre, ladrillo y azulejos. Se estructura en cinco cuerpos, de los cuales el superior es resultado de una ampliación posterior, quizás del siglo XVIII. Hasta la altura de los vanos del segundo piso posee un machón central hueco, mientras la escalera, que carece de las características bovedillas, se dispone entre este cuerpo poligonal y la torre exterior.
Exteriormente, los pisos están separados por volados entablamentos decorados con bellos azulejos, y sus ángulos están reforzados con pilares. A su vez, en cada cuerpo se distinguen distintas zonas delimitadas por otros entablamentos de menor envergadura y por frisos de azulejería. Los elementos ornamentales son poco variados: ladrillos en esquinillas y rombos, así como azulejería de cartabón y de cuenca o arista. Los vanos están definidos por arcos de medio punto doblados. Gran parte del atractivo de esta torre reside en su gran esbeltez, lograda por el retranqueo de los cuerpos y por los pilares de sus ángulos. Junto con la Iglesia, fue declarada monumento nacional en 1931, y el 14 de diciembre de 2001, dentro del Mudéjar de Aragón, ha fue designada Patrimonio de la Humanidad, por la Unesco.